# Mungo (rivière)
Pour les articles homonymes, voir Mungo.

La  rivière Mungo  (en anglais : Mungo River) est un cours d’eau de la région West Coast dans l’Île du Sud de la Nouvelle-Zélande.

## Géographie
C'est la source majeure de la rivière  Hokitika.
Elle s’écoule vers l’ouest à partir des Alpes du Sud, devenant la rivière Hokitika  au point où elle vire vers le nord pour s’écouler dans une vallée au sein de la chaîne de Diedrichs. Le col de Hokitika Saddle sépare les sources de la rivière Mungo de celles du réseau du fleuve Rakaia, qui s’écoule vers la côte est de l’Île du Sud.
(en) Land Information New Zealand, « détail emplacement: Mungo (rivière) », sur New Zealand Gazetteer